# 작은흰날개날여우박쥐
작은흰날개날여우박쥐(Desmalopex microleucopterus)는 큰박쥐과에 속하는 박쥐의 일종이다. 필리핀의 민도로섬에서 발견된다.

## 특징
중간 크기의 박쥐로 전체 몸길이가 133~155mm이고 전완장은 97~103mm이다. 발 길이는 29~34mm이고 몸무게는 최대 156g이다. 털은 길고 양털처럼 부드럽다. 대체로 몸 색깔은 연한 갈색이지만 흰날개날여우박쥐 보다는 색이 짙다. 주둥이는 길고 점차 가늘어지고 짧은 수염이 나 있다. 귀는 짧고 피부쪽의 크림색이 끝쪽으로 갈수록 회색-갈색으로 변한다.

## 생태
무화과나무와 바나나 나무의 열매를 먹는다.

## 분포 및 서식지
필리핀 민도로섬에서만 발견된다. 해발 100m와 725m 사이의 이차림과 교란숲에서 서식한다.